# Gustavo VI Adolfo di Svezia
Gustavo VI Adolfo di Svezia (nome completo Oskar Fredrik Wilhelm Olaf Gustav Adolf av Bernadotte; Stoccolma, 11 novembre 1882 – Helsingborg, 15 settembre 1973) fu re di Svezia dal 1950 fino alla sua morte.

## Biografia

### I primi anni

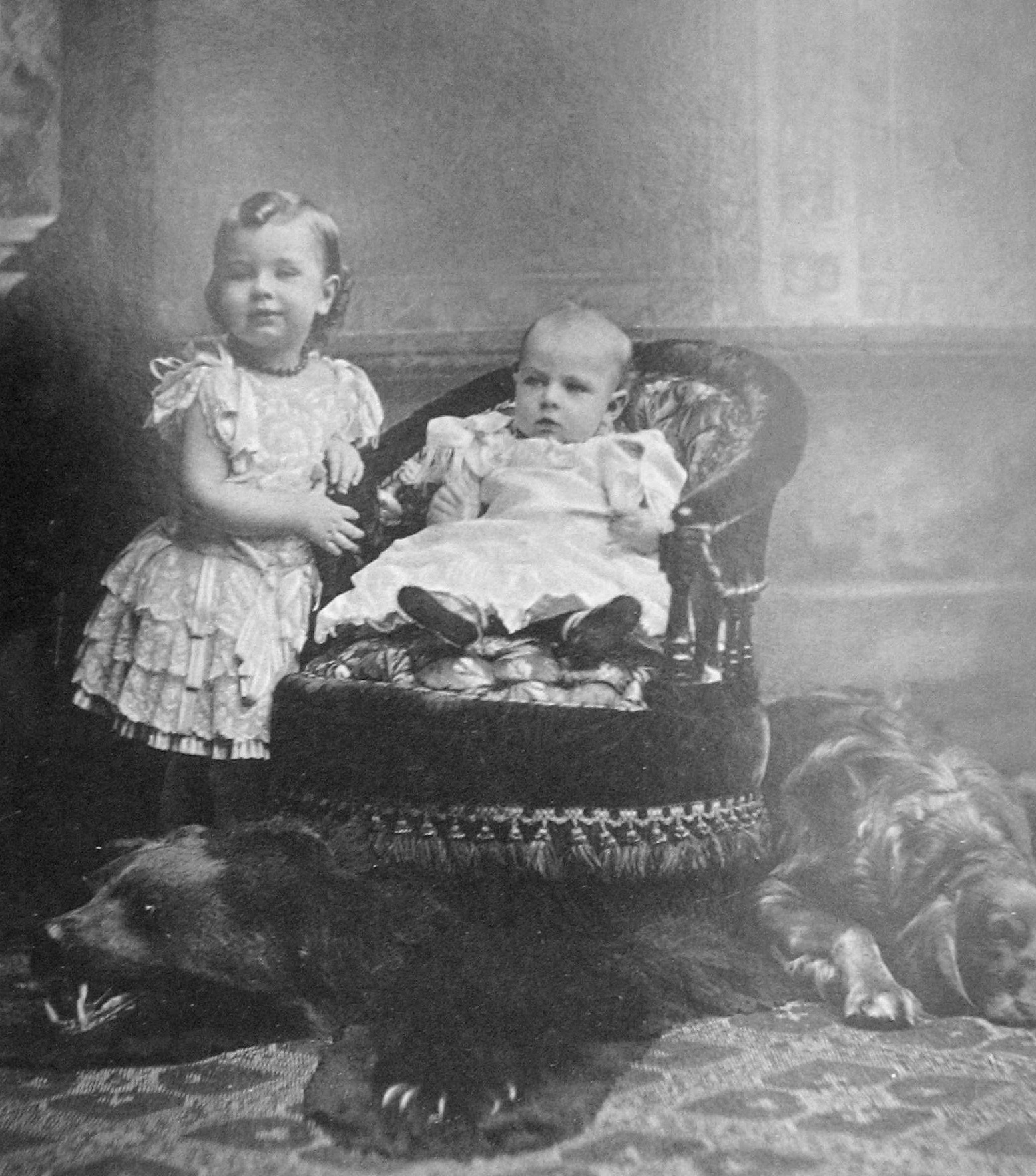
Il principe Gustavo Adolfo (a sinistra, in piedi) con il fratello minore Guglielmo, in una fotografia del 1885

Gustavo Adolfo era il figlio primogenito del re Gustavo V di Svezia (1858-1950) e della regina Vittoria (1862-1930), nata principessa di Baden. I suoi nonni paterni erano il re Oscar II di Svezia e Norvegia (1829-1907) e la regina Sofia di Nassau (1836-1913); quelli materni il granduca Federico I di Baden (1826-1907) e la granduchessa Luisa di Prussia (1838-1923).
Gustavo Adolfo nacque sabato 11 novembre 1882, alle 16.25, alla presenza del conte Arvid Posse, primo ministro, e del barone Hochshild, ministro degli esteri, con le loro rispettive mogli. La sua nascita venne annunciata al popolo con quarantadue colpi di artiglieria.
Il battesimo del principe si tenne al Palazzo Reale di Stoccolma il 25 novembre di quello stesso anno a opera di Anton Niklas Sundberg, arcivescovo di Uppsala, con acqua che in teoria avrebbe dovuto essere originaria del fiume Giordano ma che, in realtà, per motivi di praticità, era stata presa dal pozzo locale del castello.
Presenti alla cerimonia furono anche Claes Herman Rundgren, vescovo di Karlstad, e Frithiof Grafström. Per la presentazione ufficiale del piccolo alla corte venne usata una culla che già aveva accolto Carlo XII di Svezia da infante. Gustavo Adolfo trascorse gran parte della sua infanzia tra il castello di Tullgarn e il castello di Mainau, presso i genitori della madre. La regina Sofia, sua nonna, spesso lo invitava al palazzo di Ulriksdal.
Il principe godette di un'ottima istruzione privata e ottenne il diploma di maturità nel 1900, iscrivendosi nella primavera dell'anno successivo all'Università di Uppsala, ove ebbe l'occasione di avere per docenti lo storico Harald Hjärne, il politologo Simon Boezio, l'economista David Dodsworth e l'archeologo Oscar Almgren, che largamente influenzò la sua passione per l'archeologia e lo coinvolse nel ritrovamento di alcuni reperti dell'età del bronzo presso gli scavi di Håga Kurgan, ora conservati presso il museo storico di stato.

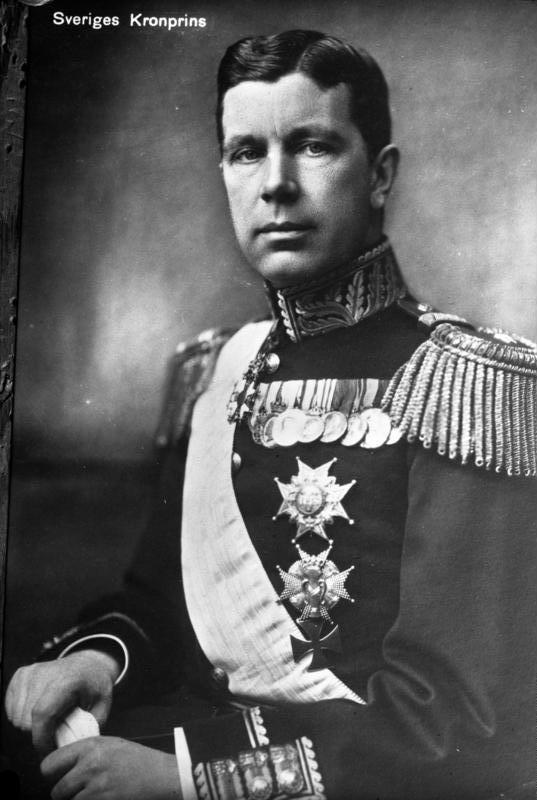
Il principe Gustavo Adolfo in un'immagine del 1916

Nel contempo Gustavo Adolfo ricevette un addestramento militare e ottenne la qualifica di ufficiale nel 1902. Entrato nell'accademia, nel 1909 ne uscì con il grado di capitano facendo carriera fino al grado di tenente generale nel 1928. Il 10 maggio 1906 venne eletto membro onorario dell'Accademia Reale delle Scienze di Svezia.

### Il regno
Il 29 ottobre 1950 Gustavo divenne re all'età di 68 anni, alla morte di suo padre Gustavo V. A quel tempo egli era stato il più anziano tra i principi ereditari del mondo. Il suo motto personale era Plikten framför allt (Il dovere innanzitutto). Il 30 ottobre prese la corona reale e fu intronizzato sul Trono d'Argento della Regina Cristina. Pronunciò quindi il suo discorso di ascesa al trono e adottò "Plikten framför allt" ("Il dovere prima di tutto") come suo motto personale.
Durante il suo regno si avviò il processo di rinnovamento della costituzione svedese del 1809. Tra le riforme che la nuova costituzione implicò vi fu la rimozione della frase "Il re da solo governi il reame", che rimandava a tesi assolutiste.
Le qualità personali di Gustavo VI Adolfo lo resero popolare tra il popolo svedese e questo fu uno dei motivi per cui, in epoche di cambiamento, la monarchia in Svezia mantenne salde le redini al governo. L'attenzione e l'esperienza accumulata dal re in campo architettonico e botanico lo resero rispettato ancor più in quanto, seguendo la propria inclinazione naturale, si presentò al pubblico informale e naturale evitando gli sfarzi e il lusso del suo ruolo. Gustavo VI Adolfo si interessò di archeologia e fu un appassionato di studi classici. Fu più volte a Morgantina in Sicilia negli anni '50 su invito di Sjöqvist, il suo ex segretario, per lavorare sul sito.
Come suo padre, fu Gran maestro dello Svenska Frimurare Orden (l'Ordine massonico svedese) e Gran maestro d'onore della Grande Loggia nazionale francese.
Morì nel 1973, dieci settimane prima del suo 91º compleanno, all'ospedale di Helsingborg, dopo una polmonite. Gli succedette al trono il ventisettenne nipote Carlo XVI Gustavo, figlio del principe Gustavo Adolfo, duca di Västerbotten. Rompendo la secolare tradizione, egli non venne sepolto nella chiesa di Riddarholmen di Stoccolma, ma nella Kungliga begravningsplatsen di Haga vicino alle tombe delle due mogli.
Poco prima della sua morte, Gustavo Adolfo approvò una nuova costituzione che privava la monarchia dei suoi restanti poteri politici. Il nuovo documento entrò in vigore nel 1975, due anni dopo la morte di Gustavo Adolfo, lasciando al nipote il ruolo di figura rappresentativa cerimoniale.

### Interessi personali

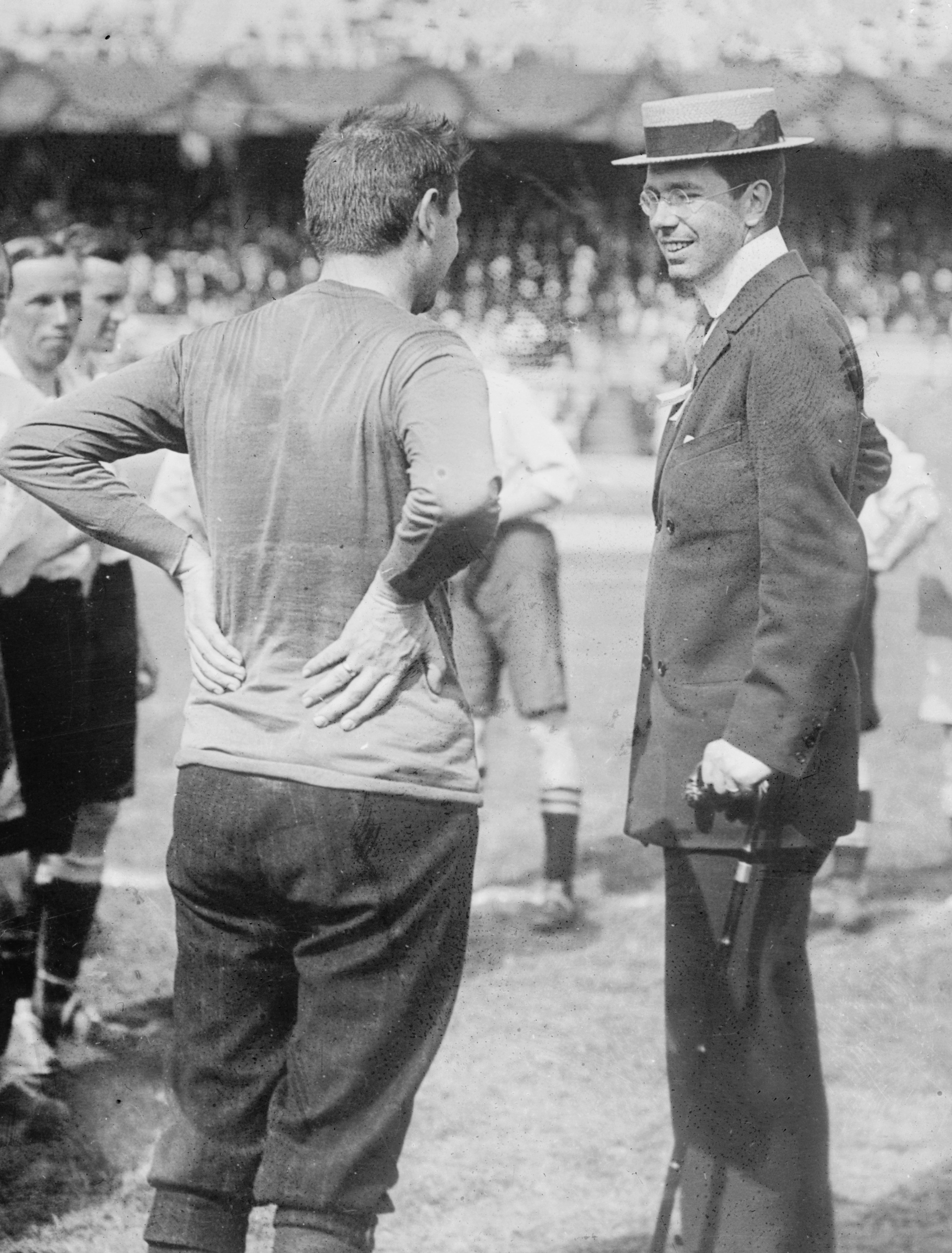
Il principe ereditario Gustavo Adolfo incontra alcuni calciatori inglesi (circa 1910-1915)

La reputazione del re per i suoi molteplici interessi personali era conosciuta a livello nazionale e internazionale. Fu ammesso come membro della British Academy per la sua opera di botanica nel 1958. Gustavo VI Adolfo prese parte a spedizioni archeologiche in Cina, Grecia, Corea e Italia e fondò l'Istituto svedese di studi classici a Roma.
Gustavo VI Adolfo possedeva un'enorme biblioteca privata consistente in 80.000 volumi e, cosa più impressionante, ne aveva letta una buona parte. Aveva interessi specifici nella letteratura dell'arte cinese e della storia orientale. Altra sua area di grande interesse era la botanica, che coltivava anche come hobby nel giardinaggio, al punto da venire considerato un vero esperto nel campo dei rododendri.
Nel Castello di Sofiero, residenza estiva reale vicino ad Helsingborg, creò una delle migliori collezioni al mondo di rododendri. Come suo figlio, il principe Bertil, Gustavo VI Adolfo fu un appassionato di sport per tutta la sua vita e giocava regolarmente a tennis, golf e praticava la pesca sportiva per scopi benefici.

## Matrimoni e figli

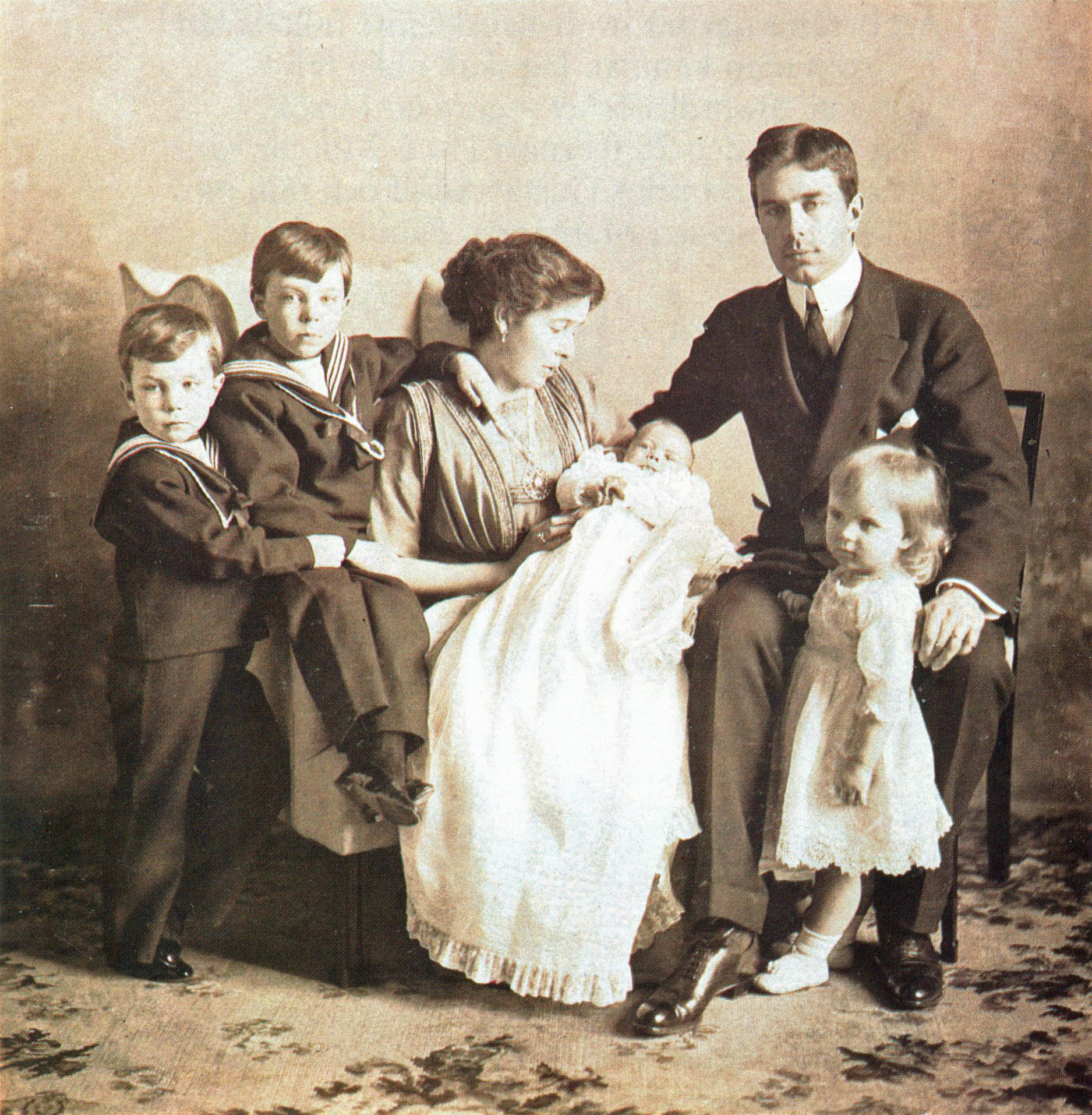
Il principe Gustavo e la sua famiglia nel 1912

Il 15 giugno 1905 si sposò con la principessa Margherita di Connaught (1882-1920), figlia del principe Arturo, duca di Connaught e Strathearn e della sua consorte, la principessa Luisa Margherita di Prussia; da essa ebbe cinque figli. La moglie morì prematuramente quando era incinta del sesto figlio, il 1º maggio del 1920. Da questa unione nacquero:
- Gustavo Adolfo, duca di Västerbotten, nato nel 1906 e morto nel 1947 in un incidente aereo; sposò nel 1932 la principessa Sibilla di Sassonia-Coburgo-Gotha;
- Sigvard, duca di Uppland, poi conte di Wisborg, nato nel 1907 e morto nel 2002;
- Ingrid, nata nel 1910 e morta nel 2000, futura regina di Danimarca come consorte di Federico IX di Danimarca;
- Bertil, duca di Halland, nato nel 1912 e morto nel 1997;
- Carlo Giovanni, duca di Dalecarlia, poi conte Bernadotte di Wisborg, nato nel 1916 e morto nel 2012; sposò Kerstin Wijkmark e in seguito, rimasto vedovo, la contessa Gunilla Märta Louise Watchmeister di Johannishus.

Si risposò il 3 novembre 1923 con la principessa Luisa Mountbatten (1889-1965), figlia di Luigi di Battenberg e della principessa Vittoria d'Assia e del Reno, dalla quale non ebbe figli. Luisa Mountbatten era la bisnipote della Regina Vittoria e di suo marito Principe Alberto.

## Albero genealogico
|                             |                   |                                     | Genitori                                   |  |  | Nonni |  |  | Bisnonni          |  |  | Trisnonni                    |  |
|                             |                   |                                     |                                            |  |  |       |  |  | Oscar I di Svezia |  |  | Carlo Giovanni XIV di Svezia |  |
|                             |                   |                                     |                                            |  |  |       |  |  | Oscar I di Svezia |  |  | Carlo Giovanni XIV di Svezia |  |
|                             |                   | Désirée Clary                       |                                            |  |  |       |  |  | Oscar I di Svezia |  |  |                              |  |
| Oscar II di Svezia          |                   |                                     |                                            |  |  |       |  |  | Oscar I di Svezia |  |  |                              |  |
|                             |                   | Giuseppina di Leuchtenberg          | Eugenio di Beauharnais                     |  |  |       |  |  |                   |  |  |                              |  |
|                             |                   | Giuseppina di Leuchtenberg          | Eugenio di Beauharnais                     |  |  |       |  |  |                   |  |  |                              |  |
|                             |                   | Giuseppina di Leuchtenberg          | Augusta di Baviera                         |  |  |       |  |  |                   |  |  |                              |  |
| Gustavo V di Svezia         |                   | Giuseppina di Leuchtenberg          |                                            |  |  |       |  |  |                   |  |  |                              |  |
|                             |                   | Guglielmo di Nassau                 | Federico Guglielmo di Nassau-Weilburg      |  |  |       |  |  |                   |  |  |                              |  |
|                             |                   | Guglielmo di Nassau                 | Federico Guglielmo di Nassau-Weilburg      |  |  |       |  |  |                   |  |  |                              |  |
|                             |                   | Guglielmo di Nassau                 | Luisa Isabella di Kirchberg                |  |  |       |  |  |                   |  |  |                              |  |
| Sofia di Nassau             |                   | Guglielmo di Nassau                 |                                            |  |  |       |  |  |                   |  |  |                              |  |
|                             |                   | Paolina di Württemberg              | Paolo Federico di Württemberg              |  |  |       |  |  |                   |  |  |                              |  |
|                             |                   | Paolina di Württemberg              | Paolo Federico di Württemberg              |  |  |       |  |  |                   |  |  |                              |  |
|                             |                   | Paolina di Württemberg              | Carlotta di Sassonia-Hildburghausen        |  |  |       |  |  |                   |  |  |                              |  |
| Gustavo VI Adolfo di Svezia |                   | Paolina di Württemberg              |                                            |  |  |       |  |  |                   |  |  |                              |  |
|                             | Leopoldo di Baden | Carlo Federico di Baden             |                                            |  |  |       |  |  |                   |  |  |                              |  |
|                             | Leopoldo di Baden | Carlo Federico di Baden             |                                            |  |  |       |  |  |                   |  |  |                              |  |
|                             | Leopoldo di Baden | Luisa Carolina Geyer von Geyersberg |                                            |  |  |       |  |  |                   |  |  |                              |  |
| Federico I di Baden         | Leopoldo di Baden |                                     |                                            |  |  |       |  |  |                   |  |  |                              |  |
|                             |                   | Sofia Guglielmina di Svezia         | Gustavo IV Adolfo di Svezia                |  |  |       |  |  |                   |  |  |                              |  |
|                             |                   | Sofia Guglielmina di Svezia         | Gustavo IV Adolfo di Svezia                |  |  |       |  |  |                   |  |  |                              |  |
|                             |                   | Sofia Guglielmina di Svezia         | Federica di Baden                          |  |  |       |  |  |                   |  |  |                              |  |
| Vittoria di Baden           |                   | Sofia Guglielmina di Svezia         |                                            |  |  |       |  |  |                   |  |  |                              |  |
|                             |                   | Guglielmo I di Germania             | Federico Guglielmo III di Prussia          |  |  |       |  |  |                   |  |  |                              |  |
|                             |                   | Guglielmo I di Germania             | Federico Guglielmo III di Prussia          |  |  |       |  |  |                   |  |  |                              |  |
|                             |                   | Guglielmo I di Germania             | Luisa di Meclemburgo-Strelitz              |  |  |       |  |  |                   |  |  |                              |  |
| Luisa di Prussia            |                   | Guglielmo I di Germania             |                                            |  |  |       |  |  |                   |  |  |                              |  |
|                             |                   | Augusta di Sassonia-Weimar-Eisenach | Carlo Federico di Sassonia-Weimar-Eisenach |  |  |       |  |  |                   |  |  |                              |  |
|                             |                   | Augusta di Sassonia-Weimar-Eisenach | Carlo Federico di Sassonia-Weimar-Eisenach |  |  |       |  |  |                   |  |  |                              |  |
|                             |                   | Augusta di Sassonia-Weimar-Eisenach | Marija Pavlovna Romanova                   |  |  |       |  |  |                   |  |  |                              |  |
|                             |                   | Augusta di Sassonia-Weimar-Eisenach |                                            |  |  |       |  |  |                   |  |  |                              |  |